# Shamall
Shamall (nach dem Wüstenwind Schamal) ist eine Progressive-Rock-Band aus Deutschland um den am 6. Dezember 1957 in Emsdetten geborenen und aufgewachsenen Musiker und Produzenten Norbert Krüler.

## Geschichte
Schon Anfang der 1970er Jahre verwendete Krüler einfache Radio-Verstärker, Mikrofone und eine normale Akustikgitarre, um daraus neue Effektklänge zu kreieren. Ein Konzertveranstalter aus dem westfälischen Raum wurde 1976 auf den Künstler aufmerksam und ermöglichte ihm, die Vorprogramme vieler Bands der Krautrock-Szene, u. a. Grobschnitt, Kin Ping Meh, Birth Control, Kraan zu bestreiten.
Zur gleichen Zeit setzte in Deutschland der Diskotheken-Boom ein, was dazu führte, dass Norbert Krüler aus finanziellen Gründen vorerst die Live-Bühne gegen ein DJ-Pult tauschte.
Ende 1984 begann Krüler wieder eigene Musik zu machen, er verband neue technische Möglichkeiten, Licht und Ton und verwendete das als rhythmisch experimentelle Eigenkompositionen zur Untermalung einer Licht- und Lasershow für sein Publikum. Die Titel blieben allerdings diesem Publikum vorbehalten, veröffentlicht wurde das Material nie.
Die Schallplattenindustrie wurde schließlich auf seine Werke aufmerksam. Um diese jedoch auch radiotauglich zu gestalten, war es nach damaliger Marktstrategie unumgänglich, die Titel mit Gesang zu versehen.
Unter dem Namen Shamall wurde im Jahr 1986 unter Mitwirkung von Detlef Reder und Michael Jaspers die Debüt-Single My Dream produziert, die eine Chartplatzierung in den DJ TOP 40 erreichte. Kurz darauf verließ Michael Jaspers das Projekt. Norbert Krüler und Detlef Reder produzierten im Jahr 1987 die zweite Shamall-Single Feeling like stranger, die ebenfalls wie die Debüt-Single eine Chartplatzierung verbuchen konnte und wie sein Vorgänger dem Genre Italo Disco zuzurechnen ist.
Zwei Jahre später verließ auch Detlef Reder das Projekt. Seitdem besteht Shamall als „virtuelle Band“ mit den unterschiedlichsten Musikern.

## Stil
Nach den beiden ersten Singles in der Machart Italo Disco fand ein musikalischer Richtungswechsel statt. Das Album Journey to a Nightmare (1989) ist das erste von vielen darauffolgenden Instrumentalalben.
Der zweite Longplayer Moments of Illusion ist das erfolgreichste Shamall-Album und enthält den von T-Online und Time Life für Werbezwecke verwendeten Song Physical Visions.
Die folgenden Alben Mirror to Eternity (1993), In Search of Precision (1994) und This Island Earth (1997) wurden von dem amerikanischen Musikkritiker und Autor Matt Howarth als „Musik mit faszinierendem Klang und emotionaler Tiefe“ charakterisiert.
1999 erschien Influences, zu dem das Progressiv-Magazin Durp schrieb, dass Shamall Musik für Prog-Fans mit Schnittstelle zur Elektronik sei.
Insgesamt prägen fast ein ganzes Jahrzehnt psychedelische Elemente, atmosphärische Klänge und symphonische Elektronikmusik die Stilrichtung von Shamall.
Im Jahr 2001 erschien The Book: Genesis und läutete einen musikalischen Umbruch ein. Das prägende Werk dieses Albums New Age Krautrock Symphony wurde von den Hörern der ehemaligen WDR-Sendung Schwingungen unter der Regie von Winfried Trenkler „zum besten Titel des Jahres 2001“ gewählt.
Das zuvor eher im Bereich der Elektronischen Musik angesiedelte Projekt wurde nun bodenständiger. Gesang und Gitarre übernahmen ab dem Konzeptalbum um den Irak-Krieg Who do they think they are (2003) eine tragendere Rolle. Die beiden darauffolgenden Konzeptalben Ambiguous points of view (2006) und Questions of Life (2008) wurden von der Fachzeitschrift Eclipsed als Werke mit „extrem viel Suchtstoff und hypnotischen Qualitäten“ charakterisiert und dem Genre des psychedelischen Krautrock und Progressive-Rock zugeordnet. Neben stilistischer Eigenständigkeit bewege sich der Musikstil von Shamall irgendwo zwischen Pink Floyd und Alan Parsons.
Shamall hat über die Jahre mit vielen Musikern zusammengearbeitet. Namen, die bis heute auf vielen Veröffentlichungen immer wieder auftauchen, sind der Gitarrist Matthias Mehrtens und der Schlagzeuger Mike Bach.
Die Texte von Shamall setzen sich häufig mit Fragen zum Leben auseinander. Oft werden aber auch aktuelle politische Themen oder Umweltprobleme behandelt.

## Nominierungen / Awards
Im Juni 2009 gab die amerikanische Musikorganisation Just Plain Folks bekannt, dass Shamall vier Mal für den JPF Music Award nominiert wurde. Nominiert wurde Norbert Krüler für das Album Ambiguous Points of View, einmal in der Kategorie der „Progressive Rock Alben“ und drei Mal in der Kategorie „Progressive Rock Songs“.
Anfang 2020 nominierte die Just Plain Folks Music Organization mehrere Titel des Doppel-Albums Turn Off von Shamall - in den Kategorien "Alternative Song", "Modern Rock Song" und das Album selbst in der Kategorie "Alternative Album".

## Diskografie

### Studioalben
- 1989: Journey to a Nightmare
- 1990: Moments of Illusion
- 1993: Mirror to Eternity
- 1994: In Search of Precision
- 1997: This Island Earth
- 1998: Influences
- 2001: The Book of Genesis
- 2003: Who do they think they are
- 2006: Ambiguous points of view
- 2008: Questions of Life
- 2009: Is this human behavior
- 2013: Turn off
- 2016: Continuation
- 2019: Schizophrenia

### Sampler und Kompilationen
- 1987: Mi amore (Ariola/EMI)
- 1987: Chart-Breaker '87 (Ariola)
- 1993: Collectors Items (1986–1993)

- 1994: Dance Rock Classics (Long Island)

- 1996: Fantastic Disco Vol. 22 (Atom Records, Russland)
- 2001: Schwingungen Sampler Nr. 07/2001
- 2003: Schwingungen Jubiläumsausgabe Nr. 100
- 2007: Schwingungen Sampler Nr. 02/2007
- 2007: Timeless journey I
- 2007: Timeless journey II
- 2007: Timeless journey III
- 2007: Timeless journey IV
- 2008: Art of Sysyphus Nr. 47
- 2010: Music From Time And Space Vol. 36
- 2010: Feeling Like A Stranger – the whole trip (Wiederveröffentlichung von 1988 plus 50 Minuten unveröffentlichter Bonustitel)
- 2014: Music From Time And Space Vol. 50
- 2016: History Book (30 Jahre Shamall 5 CD Jubiläumsbox)
- 2016: Music From Time and Space Vol. 62
- 2016: Rewind to the 80s - Germany
- 2019: Music From Time and Space Vol. 72

### Singles und EPs
- 1986: My dream
- 1987: Feeling like a stranger